# Oscar Peterson
Oscar Peterson, född 15 augusti 1925 i Montréal, Québec, död 23 december 2007 i Mississauga, Ontario, var en kanadensisk jazzpianist och -kompositör. 
Han anses ha varit en av de absolut största jazzpianisterna genom tiderna. Under sin drygt 60-åriga karriär gjorde han mer än 200 inspelningar, vann åtta Grammy Awards och gjorde tusentals konserter runt om i världen.

## Biografi
Peterson växte upp i Little Burgundy, en stadsdel i Montreal, där jazzmusiken frodades under senare delen av 20-talet. Den unge Peterson inspirerades av den moderna musiken och började redan som femåring spela både trumpet och piano. Han drabbades av TBC vid sju års ålder, vilket satte stopp för trumpetspelandet och fick honom att satsa helt på pianot istället. Hans far, Daniel Peterson, var amatörmusiker och blev hans första lärare. Senare fick han lektioner i klassiskt piano av sin storasyster. Oscar var en mycket ambitiös elev och det flitiga övandet av skalor och etyder lade grunden till hans stora virtuositet. 
Som barn tog Peterson också lektioner av den ungernfödde pianisten Paul de Marky, som var tidigare elev till István Thomán, som i sin tur studerat för Franz Liszt, så Petersons tidiga skolning var i huvudsak klassisk. Samtidigt fascinerades han av den traditionella jazzen och lärde sig både ragtime och boogie-woogie.
Vid nio års ålder behärskade Peterson pianot på ett sätt som imponerade även på professionella musiker. I många år övade han mellan fyra och sex timmar dagligen och först på senare år minskade han detta till endast ett par timmar varje dag. 1940, vid 14 års ålder, tog Peterson hem segern i en nationell musiktävling arrangerad av Canadian Broadcasting Corporation vilket blev startskottet för hans satsning helt på en karriär som musiker. 
Bland Petersons tidiga influenser kan nämnas Teddy Wilson, James P Johnson, Nat King Cole och Art Tatum. Den senare har han ofta jämförts med på senare år. Det var Petersons far som först introducerade en inspelning av Tatum för honom, en upplevelse som fick Peterson att inte röra pianot på flera veckor och för alltid fick honom att inte skryta med sin skicklighet. Tatum var en viktig musikalisk förebild för Peterson under 40- och 50-talen. Med tiden blev Tatum och Peterson goda vänner, även om Peterson undvek att bli jämförd med Tatum, och sällan spelade piano i dennes närvaro. 
Petersons syster, som var pianolärare i Montreal och undervisade flera andra kanadensiska jazzmusiker, var också en viktig influens för honom. Genom henne fördjupade han sin klassiska skolning med skalor, preludier och fugor av Johann Sebastian Bach. 
Peterson lät sig inspireras även av Tatums klassiska influenser, t.ex. Sergej Rachmaninov. Rachmaninovs harmoniseringar, och även rena musikaliska citat, märks här och där på många av Petersons inspelningar.

## Priser och utmärkelser
Peterson fick åtta Grammy awards och valdes in i Canadian Music Hall of Fame 1978. Han tillhör också Juno Awards Hall of Fame and Canadian Jazz and Blues Hall of Fame. 2013 upptogs Peterson i Canada's Walk of Fame. 
Genom åren och även efter sin död tilldelades Peterson mängder av utmärkelser, bl.a. Glenn Gould Prize (1993) och Unesco Music Prize (2000). 

## Diskografi
| År   | Titel                                                                               | Anm | Skivbolag                                 |
| ---- | ----------------------------------------------------------------------------------- | --- | ----------------------------------------- |
| 1945 | I Got Rhythm                                                                        | |                                           |
| 1947 | Rockin' in Rhythm                                                                   | |                                           |
| 1950 | Oscar Peterson at Carnegie Hall                                                     | live | Mercury Records\|Mercury                  |
| 1951 | Oscar Peterson Plays Cole Porter                                                    | | Mercury Records\|Mercury                  |
| 1952 | The President Plays with the Oscar Peterson Trio                                    | Lester Young | Mercury Records\|Mercury                  |
| 1952 | The Astaire Story                                                                   | Fred Astaire | Norgran                                   |
| 1952 | Oscar Peterson Plays Duke Ellington                                                 | | Mercury                                   |
| 1952 | Oscar Peterson Plays George Gershwin                                                | | Mercury                                   |
| 1952 | The Oscar Peterson Quartet                                                          | med Barney Kessel, Ray Brown och Alvin Stoller | Mercury MGC 116                           |
| 1954 | Lionel Hampton Plays Love Songs                                                     | Lionel Hampton | Clef                                      |
| 1954 | Hamp's Big Four                                                                     | Lionel Hampton | Clef                                      |
| 1954 | Roy and Diz                                                                         | Roy Eldridge och Dizzy Gillespie | Clef                                      |
| 1954 | Rock with Flip                                                                      | Flip Phillips | Clef                                      |
| 1954 | Buddy DeFranco and Oscar Peterson Play George Gershwin                              | med Buddy DeFranco | Clef                                      |
| 1954 | Oscar Peterson Plays Harold Arlen                                                   | | Clef                                      |
| 1954 | Romance - The Vocal Styling Of Oscar Peterson                                       | med Ray Brown, Barney Kessel och Herb Ellis | Clef                                      |
| 1955 | Sing and Swing with Buddy Rich                                                      | Buddy Rich | Norgran                                   |
| 1955 | Ralph Burns Among the JATP's                                                        | Ralph Burns | Norgran                                   |
| 1955 | The Wailing Buddy Rich                                                              | Buddy Rich | Norgran                                   |
| 1955 | Oscar Peterson Plays Count Basie                                                    | | Clef                                      |
| 1955 | In a Romantic Mood                                                                  | | Verve                                     |
| 1956 | Nostalgic Memories                                                                  | Inspelad 1949-1951, återutgiven på CD 2009 som Debut: The Clef/Mercury Duo Recordings 1949-1951                                                                         | Verve                                     |
| 1956 | Krupa and Rich                                                                      | Gene Krupa, Buddy Rich | Verve                                     |
| 1956 | Pres and Sweets                                                                     | Lester Young, Harry "Sweets" Edison | Verve                                     |
| 1956 | Toni                                                                                | Toni Harper | Verve                                     |
| 1956 | Ellis in Wonderland                                                                 | Herb Ellis | Verve                                     |
| 1956 | Oscar Peterson at the Stratford Shakespearean Festival                              | live | Verve                                     |
| 1956 | Ella and Louis                                                                      | Ella Fitzgerald, Louis Armstrong | Verve                                     |
| 1957 | Anita Sings the Most                                                                | Anita O'Day | Verve                                     |
| 1957 | Gee Baby, Ain't I Good to You (album)\|Gee Baby, Ain't I Good to You                | Harry "Sweets" Edison | Verve                                     |
| 1957 | Stuff Smith (album)\|Stuff Smith                                                    | Stuff Smith | Verve                                     |
| 1957 | Soft Sands                                                                          | | Verve                                     |
| 1957 | The Oscar Peterson Trio with Sonny Stitt, Roy Eldridge and Jo Jones at Newport      | live, med Sonny Stitt, Roy Eldridge, Jo Jones | Verve                                     |
| 1957 | Ella and Louis Again                                                                | Ella Fitzgerald, Louis Armstrong | Verve                                     |
| 1957 | Going for Myself                                                                    | Lester Young, Harry Edison | Verve                                     |
| 1957 | Jazz Giants '58                                                                     | med Stan Getz, Gerry Mulligan, Harry "Sweets" Edison | Verve                                     |
| 1957 | Stan Getz and the Oscar Peterson Trio                                               | med Stan Getz | Verve                                     |
| 1957 | Only the Blues                                                                      | Sonny Stitt | Verve                                     |
| 1957 | Louis Armstrong Meets Oscar Peterson                                                | med Louis Armstrong | Verve                                     |
| 1957 | Soulville                                                                           | Ben Webster | Verve                                     |
| 1957 | The Genius of Coleman Hawkins                                                       | Coleman Hawkins | Verve                                     |
| 1957 | Coleman Hawkins Encounters Ben Webster                                              | Coleman Hawkins | Verve                                     |
| 1957 | Ella Fitzgerald Sings the Duke Ellington Songbook                                   | Ella Fitzgerald | Verve                                     |
| 1957 | Ella at the Opera House                                                             | live, Ella Fitzgerald | Verve                                     |
| 1957 | Stan Getz and J.J. Johnson at the Opera House                                       | live, Stan Getz, J.J. Johnson | Verve                                     |
| 1958 | Oscar Peterson at the Concertgebouw                                                 | live | Verve                                     |
| 1958 | Ella in Rome: The Birthday Concert                                                  | live, Ella Fitzgerald | Verve                                     |
| 1958 | Smooth Operator (album)\|Smooth Operator                                            | Dorothy Dandridge | Verve                                     |
| 1958 | This Is Ray Brown                                                                   | Ray Brown | Verve                                     |
| 1958 | On the Town with the Oscar Peterson Trio                                            | live | Verve                                     |
| 1958 | Oscar Peterson Plays "My Fair Lady"                                                 | | Verve                                     |
| 1959 | Sonny Stitt Sits in with the Oscar Peterson Trio                                    | med Sonny Stitt | Verve                                     |
| 1959 | A Jazz Portrait of Frank Sinatra                                                    | | Verve                                     |
| 1959 | The Jazz Soul of Oscar Peterson                                                     | | Verve                                     |
| 1959 | Oscar Peterson Plays the Duke Ellington Songbook                                    | | Verve                                     |
| 1959 | Oscar Peterson Plays the George Gershwin Songbook                                   | | Verve                                     |
| 1959 | Oscar Peterson Plays the Richard Rodgers Songbook                                   | | Verve                                     |
| 1959 | Oscar Peterson Plays the Jerome Kern Songbook                                       | | Verve                                     |
| 1959 | Oscar Peterson Plays the Cole Porter Songbook                                       | | Verve                                     |
| 1959 | Oscar Peterson Plays the Harry Warren Songbook                                      | | Verve                                     |
| 1959 | Oscar Peterson Plays the Irving Berlin Songbook                                     | | Verve                                     |
| 1959 | Oscar Peterson Plays the Harold Arlen Songbook                                      | | Verve                                     |
| 1959 | Oscar Peterson Plays the Jimmy McHugh Songbook                                      | | Verve                                     |
| 1959 | Oscar Peterson Plays the Vincent Youmans Songbook                                   | | Verve                                     |
| 1959 | Oscar Peterson Plays Porgy & Bess                                                   | | Verve                                     |
| 1959 | Swinging Brass with the Oscar Peterson Trio                                         | | Verve                                     |
| 1959 | Ben Webster Meets Oscar Peterson                                                    | med Ben Webster | Verve                                     |
| 1960 | Fiorello!                                                                           | | Verve                                     |
| 1961 | The Trio                                                                            | live | Verve                                     |
| 1961 | The Sound of the Trio                                                               | live | Verve                                     |
| 1961 | Very Tall                                                                           | with Milt Jackson | Verve                                     |
| 1961 | The London House Sessions                                                           | live, utgiven 1997 | Verve                                     |
| 1962 | West Side Story                                                                     | | Verve                                     |
| 1962 | Bursting Out with the All-Star Big Band!                                            | | Verve                                     |
| 1962 | Affinity                                                                            | | Verve                                     |
| 1962 | Something Warm                                                                      | | Verve                                     |
| 1962 | Put On a Happy Face                                                                 | | Verve                                     |
| 1963 | Night Train                                                                         | | Verve                                     |
| 1963 | Bill Henderson with the Oscar Peterson Trio                                         | med Bill Henderson |                                           |
| 1963 | Oscar Peterson and Nelson Riddle                                                    | med Nelson Riddle |                                           |
| 1963 | Oscar Peterson Trio Live in y 1963                                                  | Oscar Peterson (Piano), Ray Brown (Bas), Ed Thigpen (Trummor)- Inspelad live 27 april 1963                                                                              | Jazzline WDR The Cologne Broadcast N77018 |
| 1964 | The Oscar Peterson Trio Plays                                                       | |                                           |
| 1964 | The Oscar Peterson Trio In Tokyo 1964                                               | live |                                           |
| 1964 | Oscar Peterson Trio + One                                                           | med Clark Terry | Verve                                     |
| 1964 | Canadiana Suite                                                                     | | Limelight                                 |
| 1964 | We Get Requests                                                                     | | Verve                                     |
| 1965 | Eloquence                                                                           | | Limelight                                 |
| 1965 | With Respect to Nat                                                                 | | Limelight                                 |
| 1965 | Blues Etude                                                                         | | Limelight                                 |
| 1966 | Soul Español                                                                        | | Limelight                                 |
| 1967 | The Greatest Jazz Concert in the World                                              | live |                                           |
| 1968 | Exclusively for My Friends: The Lost Tapes                                          | inspelad 1967-1968, utgiven 1995 | MPS                                       |
| 1968 | Exclusively for My Friends                                                          | box | MPS                                       |
| 1968 | Action                                                                              | inspelad 1964 | MPS                                       |
| 1968 | Girl Talk                                                                           | inspelad 1965, 1967–1968 | MPS                                       |
| 1968 | The Way I Really Play                                                               | | MPS                                       |
| 1968 | Mellow Mood                                                                         | | MPS                                       |
| 1968 | Travelin' On                                                                        | | MPS                                       |
| 1968 | My Favorite Instrument                                                              | | MPS                                       |
| 1969 | Motions and Emotions                                                                | | MPS                                       |
| 1969 | Hello Herbie                                                                        | | MPS                                       |
| 1970 | Tristeza on Piano                                                                   | | MPS                                       |
| 1970 | Walking the Line                                                                    | | MPS                                       |
| 1970 | Another Day                                                                         | | MPS                                       |
| 1970 | Tracks                                                                              | | MPS                                       |
| 1971 | In Tune                                                                             | with The Singers Unlimited | MPS                                       |
| 1971 | Reunion Blues                                                                       | med Milt Jackson | MPS                                       |
| 1971 | Great Connection                                                                    | | MPS                                       |
| 1972 | During This Time                                                                    | med Ben Webster | Art of Groove                             |
| 1972 | The Oscar Peterson Trio in Tokyo                                                    | live | Denon                                     |
| 1972 | Jazz at Santa Monica Civic '72                                                      | live, flertalet musiker | Pablo                                     |
| 1972 | Solo                                                                                | | Pablo                                     |
| 1972 | The History of an Artist, Vol. 1                                                    | | Pablo                                     |
| 1972 | The History of an Artist, Vol. 2                                                    | | Pablo                                     |
| 1973 | The Trio                                                                            | med Joe Pass, Niels-Henning Ørsted Pedersen, vann Grammy Award for Best Jazz Instrumental Album, Individual or Group\|Grammy Award for Best Jazz Performance by a Group | Pablo                                     |
| 1973 | The Good Life                                                                       | | Pablo                                     |
| 1974 | Terry's Tune                                                                        | | Pablo                                     |
| 1974 | Basie and Friends                                                                   | Count Basie | Pablo                                     |
| 1974 | Oscar Peterson In Russia                                                            | live | Pablo                                     |
| 1974 | Oscar Peterson and Dizzy Gillespie                                                  | med Dizzy Gillespie | Pablo                                     |
| 1974 | Oscar Peterson and The Trumpet Kings – Jousts                                       | live, vann Grammy Award for Best Jazz Performance by a Soloist | Pablo                                     |
| 1974 | Satch and Josh                                                                      | med Count Basie | Pablo                                     |
| 1974 | The Giants                                                                          | med Joe Pass, Ray Brown, vann Grammy Award for Best Jazz Performance by a Soloist                                                                                       | Pablo                                     |
| 1974 | Oscar Peterson and Roy Eldridge                                                     | med Roy Eldridge | Pablo                                     |
| 1974 | Oscar Peterson and Harry Edison                                                     | med Harry "Sweets" Edison | Pablo                                     |
| 1975 | Oscar Peterson et Joe Pass à Salle Pleyel                                           | med Joe Pass | Pablo                                     |
| 1975 | Oscar Peterson and Clark Terry                                                      | med Clark Terry (samtidigt som) Oscar Peterson Trio + One | Pablo                                     |
| 1975 | Ella and Oscar                                                                      | med Ella Fitzgerald | Pablo                                     |
| 1975 | Jazz Maturity...Where It's Coming Fr.o.m.                                           | med Roy Eldridge, Dizzy Gillespie | Pablo                                     |
| 1975 | Happy Time                                                                          | Roy Eldridge | Pablo                                     |
| 1975 | Oscar Peterson and Jon Faddis                                                       | med Jon Faddis | Pablo                                     |
| 1975 | Zoot Sims and the Gershwin Brothers                                                 | Zoot Sims | Pablo                                     |
| 1975 | The Oscar Peterson Big 6 at Montreux                                                | live | Pablo                                     |
| 1975 | The Trumpet Kings at Montreux '75                                                   | live, med Roy Eldridge, Dizzy Gillespie och Clark Terry | Pablo                                     |
| 1975 | The Milt Jackson Big 4 at the Montreux Jazz Festival 1975                           | live, med Milt Jackson | Pablo                                     |
| 1975 | The Tenor Giants Featuring Oscar Peterson                                           | med Zoot Sims, Eddie "Lockjaw" Davis | Pablo                                     |
| 1976 | Porgy and Bess                                                                      | med Joe Pass | Pablo                                     |
| 1977 | Roy Eldridge 4 – Montreux '77                                                       | live, Roy Eldridge | Pablo                                     |
| 1977 | Oscar Peterson Jam – Montreux '77                                                   | live, vann Grammy Award for Best Jazz Performance by a Soloist | Pablo                                     |
| 1977 | The i-Stars Jam – Montreux '77                                                      | live, flertalet musiker | Pablo                                     |
| 1977 | Oscar Peterson and the Bassists – Montreux '77                                      | live, flertalet musiker | Pablo                                     |
| 1977 | Eddie "Lockjaw" Davis 4 – Montreux '77                                              | live med Eddie "Lockjaw" Davis | Pablo                                     |
| 1977 | Satch and Josh...Again                                                              | ned Count Basie | Pablo                                     |
| 1978 | Night Rider                                                                         | med Count Basie | Pablo                                     |
| 1978 | Count Basie Meets Oscar Peterson – The Timekeepers                                  | med Count Basie | Pablo                                     |
| 1978 | Yessir, That's My Baby                                                              | med Count Basie | Pablo                                     |
| 1978 | How Long Has This Been Going On?                                                    | Sarah Vaughan | Pablo                                     |
| 1978 | Linger Awhile: Live at Newport and More                                             | Sarah Vaughan, released 2000 | Pablo                                     |
| 1978 | The Paris Concert                                                                   | live | Pablo                                     |
| 1978 | The London Concert                                                                  | live | Pablo                                     |
| 1979 | The Silent Partner                                                                  | | Pablo                                     |
| 1979 | Ain't Misbehavin'                                                                   | Clark Terry | Pablo                                     |
| 1979 | Night Child                                                                         | med Joe Pass, Niels-Henning Ørsted Pedersen och Louie Bellson | Pablo                                     |
| 1979 | Skol                                                                                | med Stephane Grappelli, Joe Pass, Mickey Roker | Pablo                                     |
| 1979 | Digital at Montreux                                                                 | live | Pablo                                     |
| 1980 | The Personal Touch                                                                  | | Pablo                                     |
| 1980 | The Trumpet Summit Meets the Oscar Peterson Big 4                                   | Dizzy Gillespie, Freddie Hubbard, Clark Terry | Pablo                                     |
| 1980 | The Alternate Blues                                                                 | Dizzy Gillespie, Freddie Hubbard, Clark Terry | Pablo                                     |
| 1980 | Live at the North Sea Jazz Festival, 1980                                           | live | Pablo                                     |
| 1981 | A Royal Wedding Suite                                                               | | Pablo                                     |
| 1981 | Nigerian Marketplace                                                                | live | Pablo                                     |
| 1981 | Ain't But a Few of Us Left                                                          | med Milt Jackson, Ray Brown, Grady Tate | Pablo                                     |
| 1982 | Freedom Song                                                                        | live | Pablo                                     |
| 1982 | Face to Face                                                                        | med Freddie Hubbard | Pablo                                     |
| 1982 | Oscar Peterson with Clark Terry                                                     | med Clark Terry | Pablo                                     |
| 1983 | Two of the Few                                                                      | med Milt Jackson | Pablo                                     |
| 1983 | Jazz at the Philharmonic – Yoyogi National Stadium, Tokyo 1983: Return to Happiness | live, flertalet musiker | Pablo                                     |
| 1983 | A Tribute to My Friends                                                             | | Pablo                                     |
| 1983 | If You Could See Me Now                                                             | | Pablo                                     |
| 1985 | Hark                                                                                | Buddy DeFranco | Pablo                                     |
| 1986 | Oscar Peterson Live!                                                                | live | Pablo                                     |
| 1986 | Time After Time                                                                     | | Pablo                                     |
| 1986 | Oscar Peterson + Harry Edison + Eddie "Cleanhead" Vinson                            | med Eddie "Cleanhead" Vinson och Harry "Sweets" Edison | Pablo                                     |
| 1986 | Benny Carter Meets Oscar Peterson                                                   | med Benny Carter |                                           |
| 1990 | Live at the Blue Note                                                               | live, vann Grammy Award for Best Jazz Instrumental Performance, Group, Grammy Award for Best Jazz Performance by a Soloist                                              | Telarc                                    |
| 1990 | Saturday Night at the Blue Note                                                     | live, vann Grammy Award for Best Jazz Instrumental Performance, Group                                                                                                   | Telarc                                    |
| 1990 | Last Call at the Blue Note                                                          | live | Telarc                                    |
| 1990 | Encore at the Blue Note                                                             | live | Telarc                                    |
| 1992 | In the Key of Oscar                                                                 | 5 spår inspelade live på Bermuda Onion i Toronto, 11 juni 1991 + 7 elektroniska urval                                                                                   | Vocal Vision Productions Inc.             |
| 1993 | En Concert Avec Europe1                                                             | Liveinspelningar i Paris gjorda från 1961, 1963-66 & 1969. 12 spår med Brown/Thigpen. Vidare även Bobby Durham, Louise Hayes, Sam Jones och Roy Eldridge på två spår.   | RTÉ / Trema                               |
| 1994 | Side by Side                                                                        | med Itzhak Perlman | Telarc                                    |
| 1994 | Some of My Best Friends Are...The Piano Players                                     | Ray Brown | Telarc                                    |
| 1995 | The More I See You                                                                  | med Benny Carter, Clark Terry, Ray Brown | Telarc                                    |
| 1995 | An Oscar Peterson Christmas                                                         | | Telarc                                    |
| 1996 | Oscar Peterson Meets Roy Hargrove and Ralph Moore                                   | med Roy Hargrove, Ralph Moore | Telarc                                    |
| 1996 | Oscar in Paris                                                                      | Live |                                           |
| 1997 | A Tribute to Oscar Peterson - Live at the Town Hall                                 | Live |                                           |
| 1997 | Live at CBC Studios, 1960                                                           | liveinspelning från 27 januari 1960, med Brown och Thigpen | Just A Memory Records                     |
| 1998 | Oscar and Benny                                                                     | med Benny Green | Telarc                                    |
| 1999 | Summer Night in Munich                                                              | live | Telarc                                    |
| 1999 | The Very Tall Band: Live at the Blue Note                                           | live | Telarc                                    |
| 2000 | Trail of Dreams: A Canadian Suite                                                   | A Jazz suite with strings conducted by Michel Legrand | Telarc                                    |
| 2004 | A Night in Vienna                                                                   | live | Verve                                     |
| 2007 | The Very Tall Band: What's Up?                                                      | live | Telarc                                    |